# Tiszakécske
Tiszakécske là một thành phố thuộc hạt Bács-Kiskun, Hungary. Thành phố này có diện tích 133,27 km², dân số năm 2010 là 11435 người, mật độ 86 người/km².